# Vincent de Paul Bailly

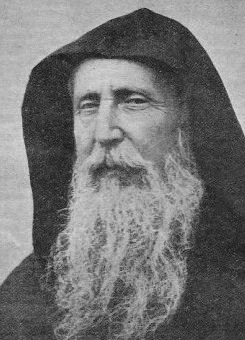
P. Vincent de Paul Bailly

Vincent de Paul Bailly (* 2. Dezember 1832 in Berteaucourt-lès-Thennes; † 2. Dezember 1912 in Paris) war ein französischer Assumptionisten-Pater und Publizist.

## Leben
Vincent de Paul Bailly war ein Sohn des Philosophieprofessors und führenden katholischen Intellektuellen Emmanuel Bailly. Nach dem Schulabschluss trat er in die Fernmeldeverwaltung ein und engagierte sich zugleich in katholischen Organisationen, u. a. im Zentralrat der Vinzenzkonferenzen.
Nach einer Wallfahrt nach Notre-Dame de la Garde in Marseille und Exerzitien bei den Assumptionisten in Nîmes, wo ihn Emmanuel d’Alzon (1810–1880) prägte, entschloss er sich 1860, dem Orden beizutreten. Er durchlief das Noviziat in Auteuil bei François Picard, der danach über vierzig Jahre sein Weggefährte blieb. 1861 wurde er zum Theologiestudium nach Rom entsandt, am 1. Januar 1863 empfing er die Priesterweihe. Von 1863 bis 1867 leitete er das Ordenskolleg in Nîmes. 
1867 begleitete er 167 Freiwillige aus Nîmes nach Rom zur Verteidigung des Kirchenstaats gegen Garibaldi. Er blieb dort als Militärseelsorger bis 1870. In gleicher Funktion begleitete er französische Truppen im Deutsch-Französischen Krieg 1870/71. Unter dem Eindruck der Kriegserlebnisse und der politisch-gesellschaftlichen Erschütterungen entdeckte er seine persönliche Berufung: die Organisation von Wallfahrten des Gebets und der Buße – nicht weniger als 28 mal begleitete er Pilgergruppen ins Heilige Land – und das Zeitschriftenapostolat. 1880 gründete er, im Zusammenwirken mit Emmanuel d’Alzon, die Maison de la Bonne Presse („Haus der guten Presse“) und die bis heute erscheinende katholische Tageszeitung La Croix, die in den ersten Jahrzehnten großen gesellschaftlichen Einfluss im Sinne des Ultramontanismus, aber auch des Antijudaismus hatte.
Er starb an seinem 80. Geburtstag in Paris.